# Ecionemia australiensis
Ecionemia australiensis är en svampdjursart som först beskrevs av Carter 1883.  Ecionemia australiensis ingår i släktet Ecionemia och familjen Ancorinidae. Inga underarter finns listade i Catalogue of Life.